# Federația Română de Ciclism
Federația Română de Ciclism (FRC) este o structură sportivă de interes național ce are competența și autoritatea să organizeze activitatea de ciclism din România. A fost constituită pe 26 aprilie 1931, și este afiliata la Uniunea Ciclistă Internațională (UCI), la Uniunea Europeana de Ciclism (UEC) și la Uniunea Ciclistă Balcanică (BCU). 
Misiunea Federației Române de Ciclism este de a investi în performanță și în sportul de masă, de a promova ciclismul ca modalitate sănătoasă, ecologică și distractivă de petrecere a timpului liber.

## Competiții
- Turul Ciclist al României
- Campionatele Europene de MTB, Cheile Grădiștei 2024
- Campionatele naționale de șosea
- Campionatele naționale de pistă
- Campionatul național de XCO
- Campionatul național de XCE
- Campionatul național de XCM
- Campionatul național de Ciclocros
- Campionatele nationale pentru copii (MTB și șosea)
- Cupa României (XCO, XCM, DHI, Șosea, Enduro, Trial, Copii)